# 杰尼斯·曼图罗夫
傑尼斯·瓦連京諾維奇·曼圖羅夫（1969年2月23日—）是俄罗斯政治家，自2012年起担任俄罗斯联邦贸易和工业部长。他起初被任命为代理部长，接替辞去职务的维克托·赫里斯坚科。2022年任俄罗斯副总理。2024年任俄罗斯第一副总理；同年6月18日，随总统普京出访朝鲜。